# Jean-Yves Frétigné
Jean-Yves Frétigné, né en 1966, est un historien français, spécialiste de l'histoire contemporaine de l'Italie et plus particulièrement de l'époque libérale. Ses travaux portent notamment sur l'histoire des idées, l'histoire culturelle et l'histoire politique.
Il est actuellement maître de conférences en histoire contemporaine à l'université de Rouen, membre de l'Académie du Maine et président de la  Société d’études françaises du Risorgimento italien (SEFRI).

## Biographie

### Formation
Licencié en philosophie, Jean-Yves Frétigné est reçu à l'agrégation d'histoire. Il étudie à l'Institut d'études politiques (IEP) de Paris. 
En 2000, sous la direction du professeur Pierre Milza, il soutient sa thèse de doctorat. Il s'agit d'une biographie intellectuelle consacrée à l'homme politique, penseur et criminologue Napoleone Colajanni, figure éminente de l'Italie libérale entre la fin du XIXe siècle et le début du XXe siècle. Cette thèse a été ensuite éditée.
Il est par ailleurs l'auteur d'une réflexion portant sur l'écrivain Leonardo Sciascia, dans le cadre d'un diplôme d'études approfondies (DEA) soutenu à l'université de Rouen-Normandie.

### Activités
Il a été membre de l'École française de Rome, qui a notamment contribué à l'édition de sa thèse.
Entre 2000 et 2018, il a le statut de chercheur associé au Centre d’histoire de Sciences Po. Il est actuellement le président de la Société d’études françaises du Risorgimento italien et est, depuis 2016, membre du conseil d'administration de l'université de Rouen-Normandie. Dans le cadre de ses activités d'enseignant, il est membre du Groupe de Recherche d'Histoire (GRHis), laboratoire de l'université de Rouen.
Il intervient ponctuellement dans certains médias (France Info, France 24, France Culture…) lorsque est évoquée la situation politique, économique ou culturelle de l'Italie.

### Travaux
Les thématiques de recherche sur lesquelles a pu travailler Jean-Yves Frétigné impliquent principalement l'Italie, dont il est un spécialiste de l'histoire politique et intellectuelle des XIXe et XXe siècles. Plusieurs de ses travaux portent d'ailleurs sur le Risorgimento et son impact durable sur l'histoire contemporaine italienne et européenne. Il a, par ailleurs, réfléchi aux relations qu'entretiennent la France et l'Italie.
Les relations entre les disciplines historique et philosophique figurent également parmi ses centres d'intérêt.
Jean-Yves Frétigné est l'auteur de deux biographies consacrées à deux grands penseurs politiques italiens que sont Giuseppe Mazzini, pour la première parue en 2006, et Antonio Gramsci, publiée onze ans plus tard,,. Cet ouvrage est la première biographie française consacrée à cet intellectuel communiste italien.

## Distinctions
- Chevalier de l'ordre des Palmes académiques (14 juillet 2022).

## Publications

### Biographies
- Biographie intellectuelle d’un protagoniste de l’Italie libérale : Napoleone Colajanni (1847-1921). Essai sur la culture politique d’un sociologue et député sicilien à l’âge du positivisme (1860-1903), Rome, École française de Rome, 2002
- Giuseppe Mazzini. Père de l’unité italienne, Paris, Fayard, 2006. Ouvragé préfacé par Pierre Milza et récompensé par le prix de l'Académie du Maine.
- Louis-Philippe, le dernier roi possible, Paris, Garnier, vol. 25 de la collection « Ils ont fait la France » diffusée par Le Figaro et L'Express, 2012
- Antonio Gramsci. Vivre c’est résister, Paris, Armand Colin, 2017

### En italien
- Dall’ottimismo al pessimismo : itinerario politico e intellettuale di Napoleone Colajanni dalla svolta liberale al fascismo (1903-1921), Rome, Istituto per la storia del Risorgimento, 2007. Ouvrage préfacé par Carlo Ghisalberti
- Giuseppe Mazzini : il pensiero politico, Florence, Centro editoriale toscano, 2009. Ouvrage préfacé par Salvo Mastellone

### Essais
- Les conceptions éducatives de Giovanni Gentile. Entre élitisme et fascisme, Paris, 2006
- Histoire de la Sicile des origines à nos jours, Paris, Fayard, 2009  (ISBN 9782213658421) ; ouvrage réédité en 2018
- Avec Gilles Bertrand et Alessandro Giacone, La France et l'Italie. Histoire de deux nations sœurs, Paris, Armand Colin, 2016
- Histoire de la mafia, Fayard, 2025